# Herbert Bentwich
Herbert Bentwich (geboren 11. Mai 1856 in Whitechapel, London; gestorben 25. Juni 1932 in Jerusalem) war ein britischer Rechtsanwalt und Zionist.

## Leben
Bentwich stammte aus einer Familie jüdischer Emigranten aus dem russischen Zarenreich. Er heiratete 1880 Susannah Solomon, deren jüdische Eltern aus Prag und Wien emigriert waren. Sie hatten elf Kindern, darunter der englische Kronanwalt Norman Bentwich, der 1920 zum Attorney General im britischen Völkerbundsmandat für Palästina ernannt wurde. Israel Friedlaender war ein Schwiegersohn.
Bentwich studierte ab 1872 Rechtswissenschaften am University College London, das zu der Zeit die einzige englische Hochschule war, die Juden und andere Nicht-Anglikaner aufnahm. Nach dem Bachelorexamen wurde er Solicitor in der City of London. Seinen Wunsch nach einer Ausbildung zum Barrister musste er aus finanziellen Gründen bis 1901 aufschieben. Erst 1903 erhielt er die Zulassung zum Inner Temple. Bentwich wurde ein Spezialist im Urheberrecht und vertrat dabei den Verlag Raphael Tuck & Sons. Mit dem aus Preußen emigrierten Verleger Adolph Tuck (1854–1926) war er verwandt und befreundet. Anstelle einer anwaltlichen Tätigkeit zog er die Herausgebertätigkeit vor, erwarb 1908 ein Law Journal und war dessen Autor.
Bentwich war bereits in frühen Jahren für das englische Judentum aktiv und initiierte in den 1880er Jahren, als der Assimilationsdruck der englischen Gesellschaft, aber auch das Assimilitationbegehren seiner Glaubensgenossen größer wurde, eigene Unterrichtsstätten für die Mittelschichtsjuden im Londoner Norden. Er wandte sich auch gegen die Heirat von Juden mit Angehörigen anderer Konfession. Er war unter den Gründern der „Vereinigung der Maccabeans“, die nach den Pogromen der 1890er Jahre im zaristischen Russland Siedlungsmöglichkeiten für die verfolgten Juden in Palästina förderten, ihr erster Präsident wurde Bentwichs Schwager Solomon Joseph Solomon. 1897 führte eine Gruppe Maccabeans, unter ihnen der Schriftsteller Israel Zangwill, auf eine Reise nach Palästina. 1899 war er Mitgründer der Zionist Federation of Great Britain and Ireland. Von 1905 bis 1919 war er der Grand Commander der  Maccabeans, die 1911 eine Siedlungsgesellschaft gründete, die Land in der Region von Gezer in Palästina, erwarb, das Projekt scheiterte allerdings. Bentwich war ein führendes Mitglied der englischen Sektion des  Chibbat Zion und machte Theodor Herzl in England publik. Er war Gast auf dem zweiten und dritten Zionistenkongress. Herzl besuchte ihn wiederholt in London und auf seinem Landsitz in Birchington, Kent, den er 1900 erwarb. Bentwich taufte dort sein Haus „Carmelcourt“ in Anspielung auf den Berg Carmel und hisste an Festtagen die zionistische Fahne.
Für den Jewish Colonial Trust fungierte er als Syndikus und verfasste die Statuten der Anglo-Palestine Bank. Während des Ersten Weltkriegs war er Mitglied einer zionistischen Beratergruppe für Chaim Weizmann bei der Vorbereitung der Balfour Declaration von 1917. Als Vertreter der B’nai B’rith forderte er auf der Pariser Friedenskonferenz 1919 Bürgerrechte für die Juden in den mittel- und osteuropäischen Staaten, die nun mit Kriegsende unabhängig wurden. Er war von 1927 bis 1932 Präsident der Maccabeans. 1929 übersiedelte er endgültig nach Jerusalem.

## Schriften (Auswahl)
- mit Lewis Edmunds: The law of copyright in designs. Sweet and Maxwell, London 1908.
- mit William Henry Stoker: The Military Service Acts practice : containing the consolidated acts, proclamations, regulations and orders, with notes of cases and tribunal decisions.Stevens and Sons, London 1918.
- mit Norman De Mattos Bentwich; Frank Safford: The practice of the Privy council in judicial matters in appeals from courts of civil, criminal and admiralty jurisdiction and in appeals from ecclesiastical and prize courts, with the statutes, rules and forms of procedure. Sweet & Maxwell, London 1926.